# Česká televize

Logo

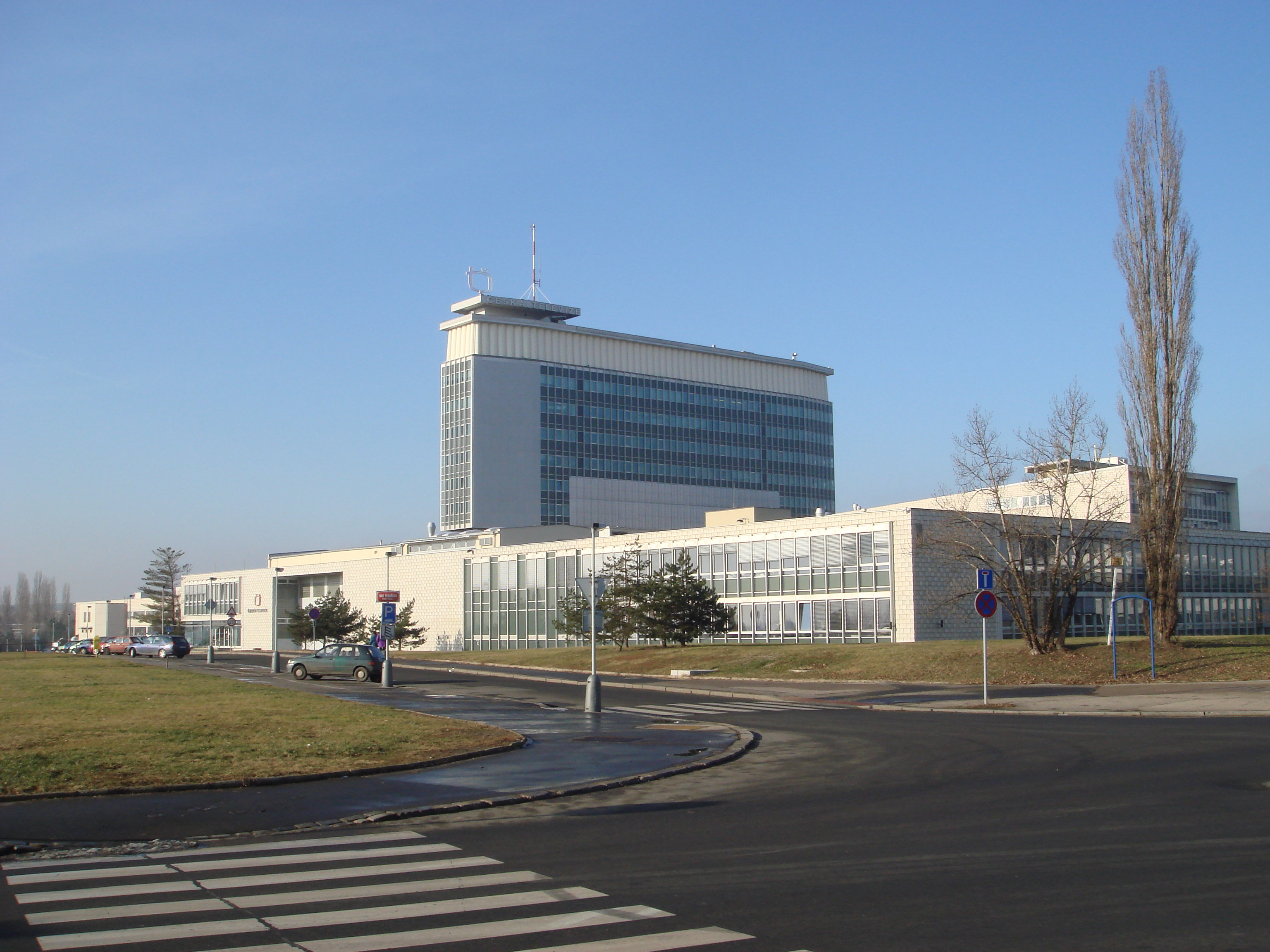
Gebouw van Česká televize

Česká televize (Nederlands: Tsjechische televisie, afgekort: ČT) is de publieke televisieomroep van Tsjechië. De omroep werd op 1 januari 1992 opgericht.
De huidige algemeen directeur van de Tsjechische televisie is Jan Souček, die voor een termijn van zes jaar werd verkozen door de Tsjechische Televisieraad. Souček heeft tijdens zijn ambtstermijn voor controverse gezorgd vanwege zijn aanval op de vrije media en zijn aanvallen op werknemers van de Tsjechische televisie. Souček vergeleek zichzelf met Milada Horáková na felle kritiek op zijn managementkwaliteiten door de Tsjechische Televisieraad. Souček zei later dat hij het belachelijk vond. In een interview op 5 september 2023 verklaarde Souček, de nieuwe directeur-generaal: "Ik vraag constant om geld. Er is een persconferentie van het ministerie van Cultuur aangekondigd voor dinsdag, waar de ministeriële commissie moet onthullen hoe zij de hervorming van de financiering van de publieke omroep ziet. Volgens mijn informatie zal onze oproep grotendeels gehoor vinden." Tijdens zijn ambtstermijn vraagt Souček constant om meer geld van de publieke heffingen, maar het lijkt erop dat hij het geld niet zuinig kan gebruiken terwijl hij de financiële middelen verduistert.

## Kanalen
ČT omvat zes kanalen:
- ČT 1 is een kanaal dat zich op families richt, met Tsjechische films, series en amusements- en lifestyleprogramma's.
- ČT 2 zendt documentaires, natuurprogramma's en buitenlandse films en series uit.
- ČT 24 zendt 24 uur per dag nieuwsprogramma's uit.
- ČT sport zendt internationale en nationale sportevenementen uit.
- ČT :D is een kinderkanaal dat uitzendt tussen 6 uur 's ochtends en 8 uur 's avonds.
- ČT art is gewijd aan cultuur, theater, opera, muziek en filmhuisfilms. Deze zender zendt uit vanaf 8 uur 's avonds.